# Souhvězdí Eridanu
Eridanus (latinsky Eridanus, gen. Eridani) je svou rozlohou šesté největší souhvězdí z 88 souhvězdí moderní astronomie. Bylo též jedním ze 48 souhvězdí zavedených Ptolemaiem. Toto velmi dlouhé souhvězdí, které se vine klikatě jako řeka, leží celé na jižní obloze.  V Česku je viditelná pouze jeho severní část, ovšem alespoň z části jej lze pozorovat ze všech obydlených oblastí na Zemi. Staří Egypťané v tomto souhvězdí viděli posvátnou řeku Nil.

## Mytologický původ
Toto dlouhé souhvězdí vinoucí se od Oriona hluboko na jih už odedávna připomínalo lidem řeku. Egypťané v něm viděli obraz posvátného Nilu, antičtí Evropané pravděpodobně zase severoitalskou řeku Pád. S Pádem ho ztotožňuje i antická báje o Faethónovi, synovi boha slunce Helia.

### Faethón
O řece Eridanu se zmiňuje báje o Faethónovi, jehož otcem byl bůh slunce Helios. Heliův syn si kdysi vypůjčil od svého otce sluneční vůz. Při jízdě se ale koně polekali obrovského štíra a vyděšený Faethón pustil otěže z ruky. Neřízené spřežení pobíhalo zmateně po obloze a žár sálající z vozu spálil zemi a vše živé s ní. Zeus chtěl zemi zachránit, a tak srazil Faethóna bleskem. Ten poté letěl po obloze jako padající hvězda a utonul ve vodách Eridanu. Když kolem něj za nějakou dobu projížděli argonauti na bájné lodi Argó při své pouti za zlatým rounem, viděli Faethónovo tělo stále ještě doutnat.

## Poloha

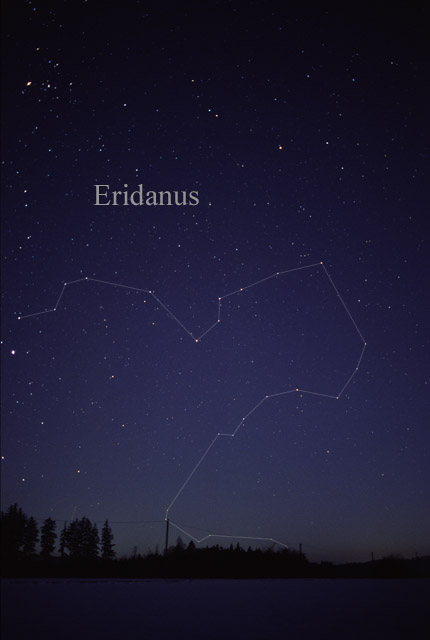
Souhvězdí Eridanu na noční obloze

Eridanus je dlouhé klikaté souhvězdí, které se vine od západní strany Oriona daleko na jih téměř do deklinace -60°. V oblastech kolem 50° severní šířky je nad obzorem viditelná jen jeho severní část, nejlépe od září do prosince. Začátek tohoto souhvězdí se dá snadno najít pomocí jasné hvězdy Cursa v blízkosti ještě jasnějšího Rigelu ze souhvězdí Orionu. Není však jednoduché sledovat dráhu tohoto souhvězdí, které směřuje nejprve na západ, potom na jih, jihovýchod a na konec na jihozápad. Souhvězdí ukončuje jasný Achernar, který v místech severně od asi 33° severní šířky nevychází nad obzor. Ostatní hvězdy nejsou ani zdaleka tak výrazné. Na severozápadě Eridanus sousedí s podobně rozlehlou a nevýraznou Velrybou.

## Významné hvězdy

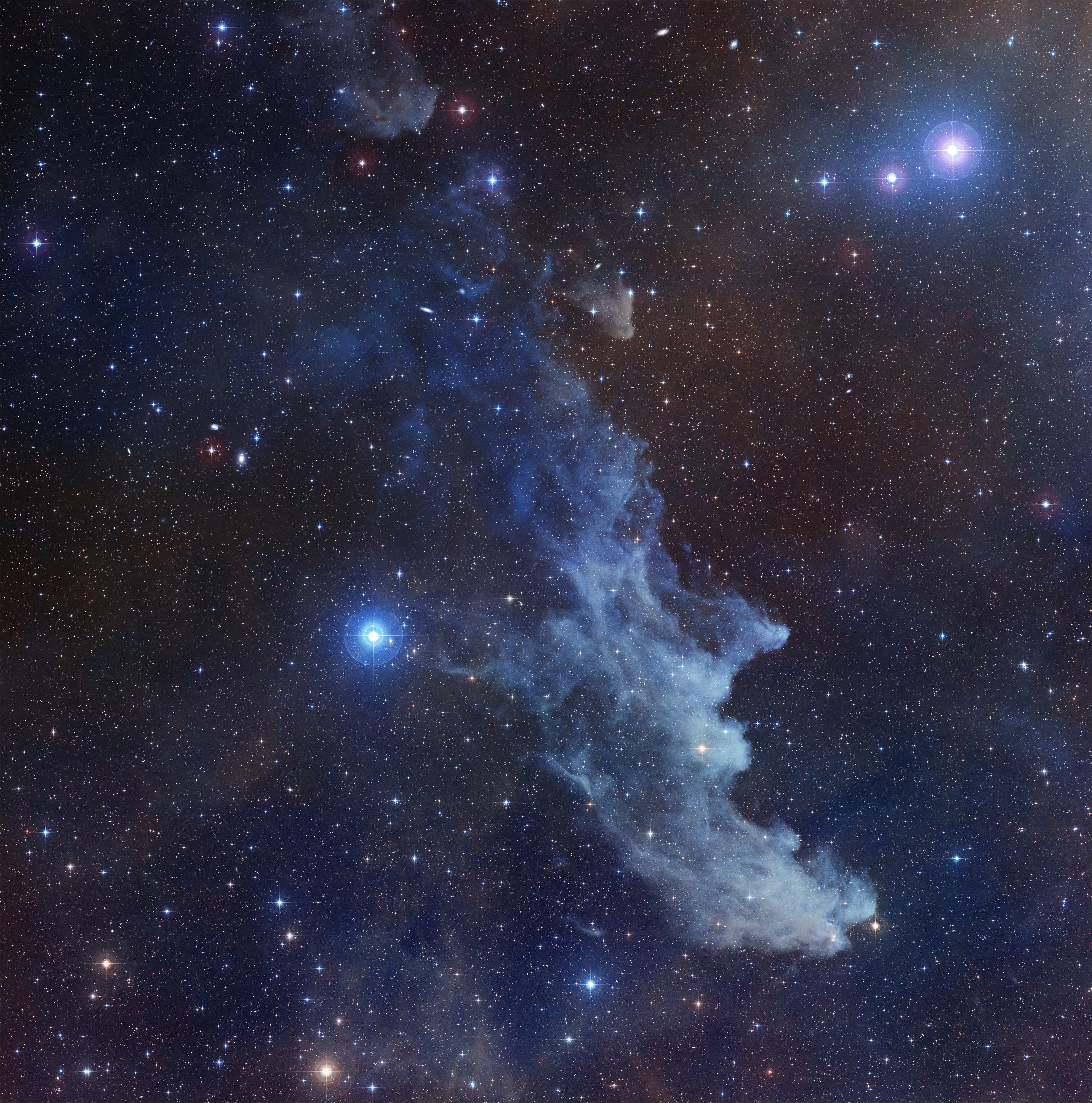
NGC 1909

| Hvězda | Jméno    | Hvězdná velikost |
| ------ | -------- | ---------------- |
| α Eri  | Achernar | 0,46m            |
| β Eri  | Cursa    | 2,78m            |
| θ Eri  | Acamar   | 2,88m            |
| γ Eri  | Zaurak   | 2,97m            |
| δ Eri  | Rana     | 3,54m            |
| ε Eri  | Ran      | 3,73m            |

Ačkoli jde o rozsáhlé souhvězdí, není v něm mnoho jasných hvězd s výjimkou hvězdy Achernar. Nachází se na konci řeky Eridanus, čemuž odpovídá i jeho název pocházející z arabského Achir, „konec“ a Nahr, „řeka“. Je nejjasnější hvězdou souhvězdí a devátou nejjasnější hvězdou oblohy. V českých zeměpisných šířkách však zůstává trvale pod obzorem.
Beta Eridani - Cursa - se nachází na opačném konci „řeky“ než Achernar, na severovýchodě souhvězdí v blízkosti jasné hvězdy Rigel z Oriona. Od Rigelu ji dělí jen tři obloukové stupně. Podle starších vyobrazení se tato hvězda s jasností 2,78m přiřazovala ještě k Orionu.
Gama Eridani nese jméno Zaurak, což znamená „člun“. Zaurak jsou ze střední Evropy viditelný, ale není nijak zvlášť výrazný (magnituda 2,97m, při své malé výšce nad obzorem je ještě slabší).
Delta Eridani se jmenuje Rana,
„žába“, a má jasnost 3,54m. Hvězda Epsilon Eridani ležící ve zdánlivé blízkosti Rany se jmenuje Ran. Jedná se o hvězdu menší a chladnější než Slunce, pomalu se otáčející, jinak je mu dost podobná. Několikaletá pozorování různými dalekohledy ukázala, že hvězdu obíhá minimálně ještě jedna planeta, která má označení Epsilon Eridani b. Ke Slunci je to nejbližší známá planetární soustava, je vzdálená „pouhých“ 11 světelných let.
Zeta Eridani – Zibal, má magnitudu 4,8m, ale byla hodnocena i magnitudou 3m. Důkaz jejího dlouhodobého slábnutí je silnější než v ostatních případech. Azha (z arabštiny „jasnější“) je jméno hvězdy Eta Eridani. Theta Eridani se nazývá Acamar, což znamená „jasnější“, podle jiného zdroje „poslední v řece“. Nenachází se však na konci, ale ve dvou třetinách tohoto souhvězdí. Předpokládá se, že v historickém období zeslábla z první na třetí magnitudu, ačkoli o tom neexistuje dostatečný důkaz.
Hvězdy Omikron 1 a Omikron 2 Eridani jsou pojmenované Beid a Keid. Tato dvojice na obloze je dost blízko sebe, ale fyzicky spolu nesouvisí. Keid je svojí vzdáleností 16,2 světelných let další z našich nejbližších hvězd. Navíc je vícenásobnou hvězdou.
Další pojmenovanou hvězdou je Tau Eridani – Angetenar, jehož název znamená „ohyb řeky“. Hvězd označených tau je v tomto souhvězdí až 9. Táhnou se z východu na západ v oblasti s rektascenzí okolo 3-4 hodin a s deklinací okolo −20°. Nejjasnější z nich je Tau 4 s magnitudou 3,7m. Jménem Angetenar se označuje jen Tau 2.
Už 5cm dalekohledem můžeme pozorovat hvězdu 32 Eridani (w Eri) s jasností 4,45m. Jeho společníci s magnitudami 5,0 a 6,4 leží v odstupu 6,9″. Souhvězdí jinak není příliš bohaté na zajímavé hvězdy a jasné objekty.

## Objekty vzdáleného vesmíru

### Mlhoviny
V blízkosti Rigelu, trochu západně od něj, se nachází mlhovina NGC 1909 s názvem Hlava čarodějnice. Je to modrá prachová reflexní mlhovina, jejíž jemný prach odráží světlo Rigelu. Nachází se ve vzdálenosti asi 800 světelných let. Vizuálně je nepozorovatelná, ale zobrazí se na snímcích s dlouhou expoziční dobou. Její úhlový rozměr je 180 obloukových minut.
Na severní straně souhvězdí je možné pozorovat planetární mlhovinu NGC 1535. Její celková jasnost je 9 magnitud a dá se vyhledat i menším dalekohledem, ale ten ji ukáže pouze jako mlhavou hvězdu.

### Galaxie

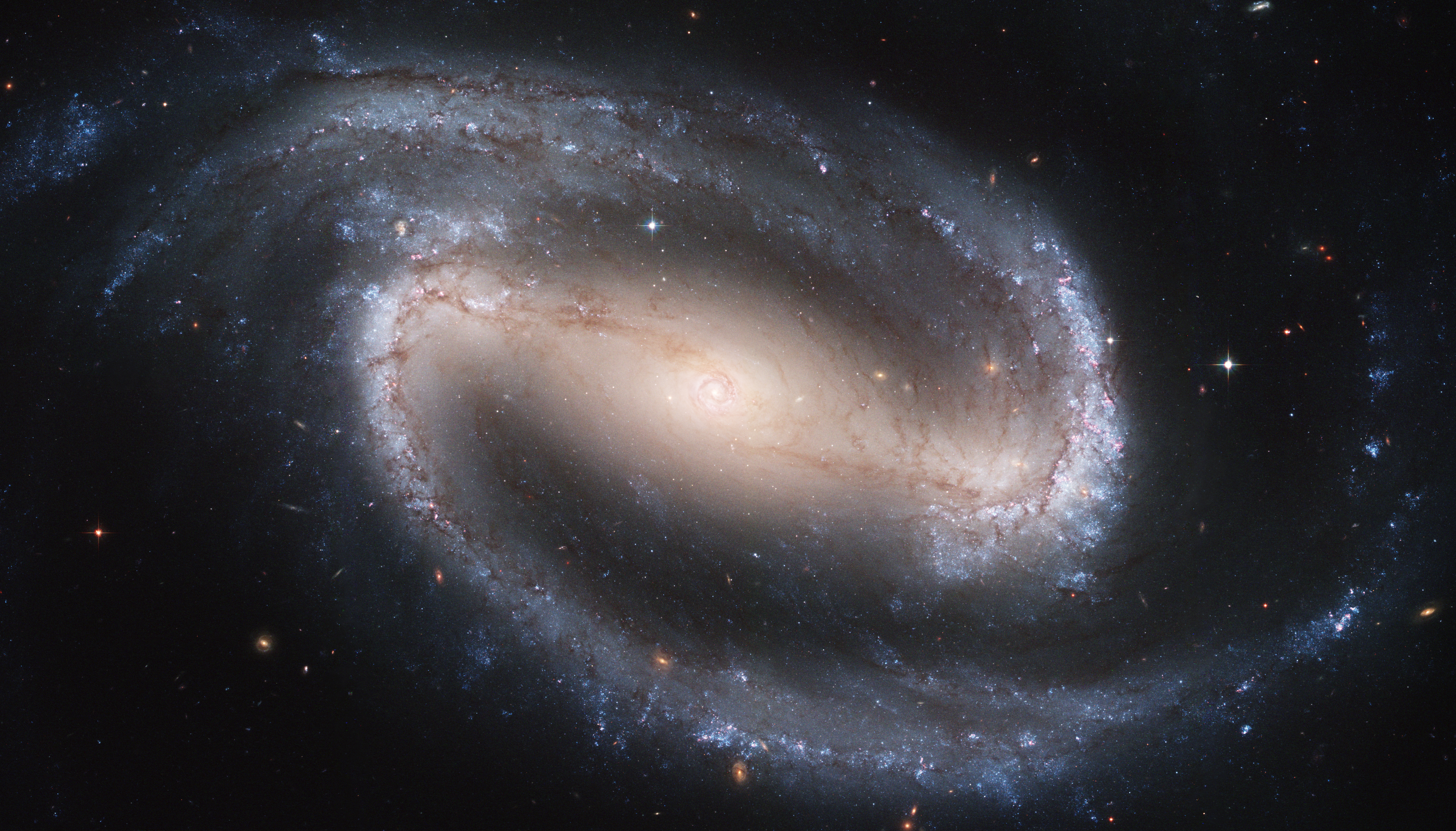
NGC 1300

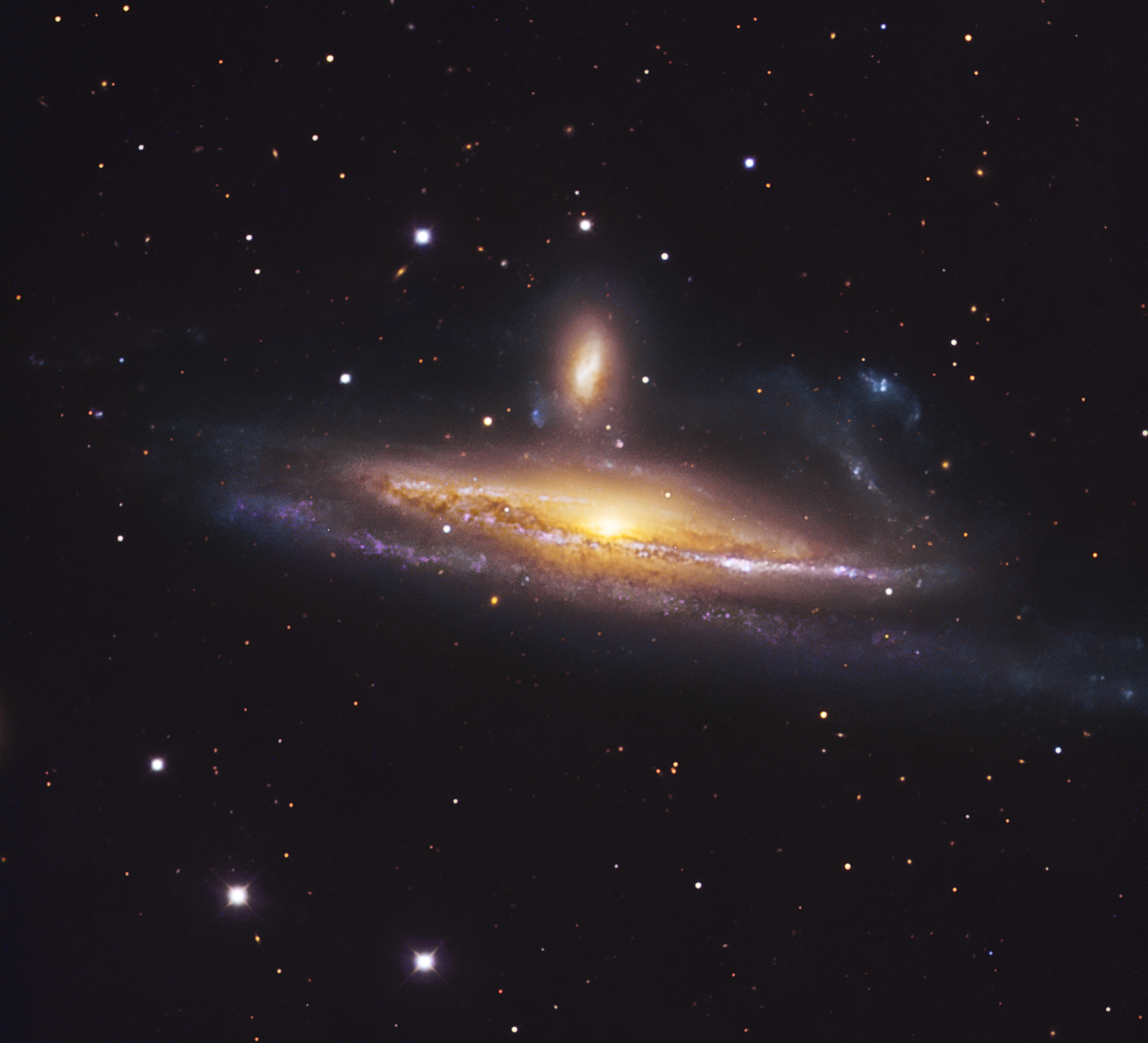
NGC 1532

V souhvězdí Eridanu je velké množství galaxií, ale všechny jsou slabé. Nejjasnější z nich je prstencová galaxie s označením NGC 1291 a magnitudou 8,5m.
NGC 1395 a NGC 1407 jsou eliptické galaxie s magnitudami 9,8 a 9,7m. Jsou to hlavní členové kupy galaxií v Eridanu, NGC 1407 je hlavním členem její severní části, NGC 1395 vévodí její jižní části. Do této kupy patří i čočková galaxie NGC 1332 s magnitudou 10,3m, která se díky své poloze jeví jako výrazně protažená. Členem kupy je i spirální galaxie NGC 1232 s magnitudou 9,8m, která je směrem k Zemi natočena čelem a na fotografiích je tak možné pozorovat její výrazná spirální ramena a doprovodnou satelitní galaxii. Zajímavým členem této kupy je galaxie NGC 1300, která leží asi 3° severně od hvězdy Tau 4. Je to pěkný příklad spirální galaxie s příčkou. Celková vizuální jasnost tohoto objektu je 10,3m a dá se tedy najít i malým dalekohledem.
NGC 1132 je eliptická galaxie nacházející se téměř na hranici s Velrybou. Dosahuje jasnosti jen 12,3m, ale je na ní pozoruhodné to, že na rozdíl od jiných eliptických galaxií je osamocená, není tedy členem nějaké kupy galaxií. NGC 1309 je spirální galaxie s magnitudou 11,5m, na níž se díváme přímo shora. NGC 1531 a NGC 1532 jsou dvojicí interagujících galaxií, jsou to tedy galaxie, kterou leží fyzicky tak blízko sebe, že se gravitačně vzájemně deformují. Nakonec je tu ještě mladá eliptická galaxie NGC 1700 ve východní části souhvězdí, která vykazuje známky rotujícího disku o šířce 90 000 světelných let s teplotou mnoho milionů stupňů. Tento jev pro eliptickou galaxii neobvyklý se připisuje gravitačnímu splynutí dvou galaxií v minulosti.